# Кечеджи, Александр Гаврилович
Александр Гаврилович Кечеджи́ (26 марта 1918, Мариуполь — 20 января 2006, Мариуполь, Донецкая область) — украинский художник. Член Союза советских художников Украины с 1970 года.

## Биография
Родился 26 марта 1918 года в городе Мариуполь, Украинская ССР, в семье рабочих. После окончания семи классов школы фабрично-заводского ученичества работал на заводе. В 1937—1941 годах учился в Одесском художественном училище, где его преподавателями были Евгений Буковецкий и Даниил Крайнев.
Участвовал в Великой Отечественной войне. Награжден орденом Отечественной войны ІІ степени (6 апреля 1985).
С 1946 года работал в артели «Красная живопись», в 1951—1978 годах — в Художественном фонде УССР. Жил в Мариуполе, скончался там же 20 января 2006 года.

## Творчество
Работал в области станковой и монументальной живописи. Создавал портреты, пейзажи, натюрморты в реалистическом стиле. Среди работ:
- «Портрет старого більшовика Д. І. Бахтадзе» (1958);
- «Портрет горнового заводу „Запоріжсталь“ А. Ликова» (1959);
- «Автопортрет» (конец 1950-х; 1971);
- «Металург Ликов» (1960);
- «Дівчинка у червоній хустинці» (1960-е);
- «Рибалка (Сташевський)» (1960-е);
- «Горнові» (1967, диплом І степени Союза художникив Украины);
- «Портрет металурга Чекарьова» (1968);
- «Хлібороби» (1970, диплом І степени Союза художникив Украины);
- «Капітан першого рангу Лобишев» (1975);
- «Діти і море» (1978);
- «Т. Яхнов» (1980-е);
- «Л. Дикий» (1980-е);
- «Сталевар Шепель» (1980-е);
- «Квіти» (1980-е);
- «Доярка Борисенко» (1983);
- «Професор Старченков» (1987);
- «У степах Приазов’я» (1991).

В 1966—1967 создал мозаичное панно экстерьера кинотеатра имени Тараса Шевченко в Мариуполе вместе с Николаем Тихоновым и Яковом Райзиным.
С 1957 года участвовал в областных выставках, с 1960 года — в республиканских.
Полотна художника хранятся в Музее истории комбината Ильича в Мариуполе, Донецком и Харьковском художественных музеях.